# داروپژوهی

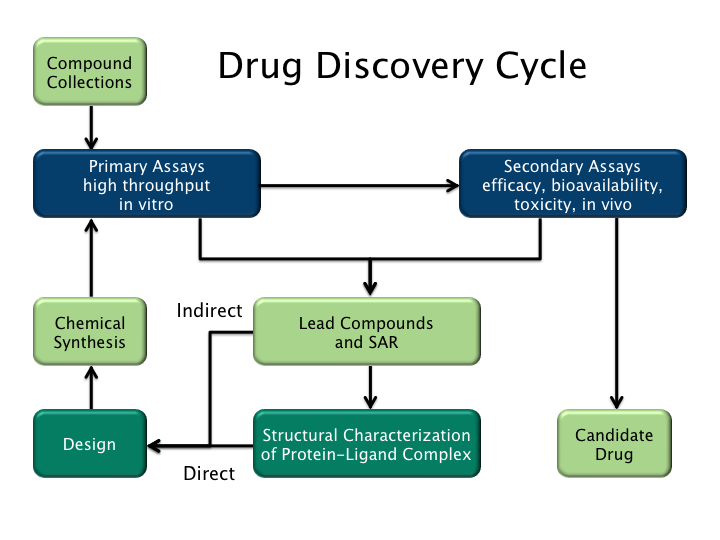
داروپژوهی

داروپژوهی (به انگلیسی: Drug Discovery)، فرایندی است که با آن یک داروی نوین مورد اکتشاف قرار می‌گیرد. به عبارت دیگر، داروپژوهی فرایند کشف داروست.
در گذشته، یافتن داروها یا بر اساس شناسایی خواص درمانیِ یک بخش از دواهای سنتی صورت می‌پذیرفت یا به‌صورت سرندیپیتی اتفاق می‌افتاد.
دارورسانی، طراحی دارو و دارونشانی از مهم‌ترین فاکتورها در داروپژوهی هستند.
با وجود پیشرفت فناوری و شناخت سیستم‌های بیولوژیکی، کشف دارو هنوز هم فرایندی طولانی، پرهزینه، دشوار و ناکارآمد است که اکتشافات درمانیِ جدید توسط آن نیز اندک است.